# Banu Zuhra
I Banū Zuhra (in arabo ﺑﻨﻮ زهرة‎?) furono uno dei clan della tribù meccana dei Quraysh.
A tale clan appartenne la madre di Maometto, Āmina bt. Wahb, che era figlia del sayyid del clan.
Tra i suoi membri più autorevoli viene ricordato anche Sa'd ibn Abi Waqqas, uno dei Dieci Benedetti che costituirono la cerchia più intima e ascoltata del profeta Maometto.